# Friends for Life
 (avril 2018).
Si vous disposez d'ouvrages ou d'articles de référence ou si vous connaissez des sites web de qualité traitant du thème abordé ici, merci de compléter l'article en donnant les références utiles à sa vérifiabilité et en les liant à la section « Notes et références ».
Albums de Montserrat Caballé
Our Christmas Songs
(1996)
Singles
1. March with me
Sortie : 1997

Friends for Life est un album de la cantatrice espagnole Montserrat Caballé réunissant de nombreux artistes pour des reprises en duos. L'album sort en mai 1997.
Grâce à la chanson Barcelona, interprétée la première fois en 1987 avec Freddie Mercury et reprise sur cet album, Montserrat Caballé se fait connaître d'un public hors des œuvres classiques, faisant ainsi son entrée sur la scène pop.

## Liste des titres
| 1.    | Bohemian Rhapsody                           | Freddie Mercury                                                                       | Bruce Dickinson | 5:45 |
| 2.    | March with me                               | Vangelis - Montserrat Caballé                                                         | Vangelis        | 3:45 |
| 3.    | Vision of glory                             | Bernd Budden - Bernd Budden, Nick Hydefeld, Johnny Logan, Jürgen Fritz                | Johnny Logan    | 3:39 |
| 4.    | Ci vorrebbe il mare                         | Giancarlo Bigazzi, Marco Masini, G. Albini                                            | Marco Masini    | 4:35 |
| 5.    | Chanter pour ceux qui sont loin de chez eux | Michel Berger                                                                         | Johnny Hallyday | 4:30 |
| 6.    | One life, one soul                          | Von Rohr, Leoni - Leoni, Lee                                                          | Gotthard        | 3:55 |
| 7.    | A rose in december                          | Gino Vannelli - Gino Vannelli, Brian Christopher Hamilton                             | Gino Vannelli   | 4:33 |
| 8.    | Sailing                                     | Gavyn Sutherland                                                                      | Khadja Nin      | 4:39 |
| 9.    | Mi amiga Rigoberta                          | Carlos Cano                                                                           | Carlos Cano     | 4:21 |
| 10.   | Had to be                                   | John Farrar - Tim Rice                                                                | Helmut Lotti    | 4:05 |
| 11.   | Friends again                               | Mauro Scotto                                                                          | Lisa Nilsson    | 4:21 |
| 12.   | Out of the blue                             | Eric Van Tijn, Jochem Fluitsma                                                        | René Froger     | 3:50 |
| 13.   | Love is the key                             | Sébastian Krumbiegel, Tobia Kunzel, Wolfgang Lenk - paroles anglaise David Greenslade | Die Prinzen     | 4:47 |
| 14.   | Like a dream                                | Vangelis - Montserrat Caballé                                                         | Vangelis        | 3:21 |
| 15.   | Put the weight on my shoulders              | Gino Vannelli                                                                         | Gino Vannelli   | 4:46 |
| 16.   | Barcelona                                   | Freddie Mercury, Mike Moran                                                           | Freddie Mercury | 5:38 |
| 69:46 |                                             |                                                                                       |                 |      |

## Crédits

### Membres principaux
- Montserrat Caballé : chant
- Gavyn Wright (en) : premier violon du London Session Orchestra

### Équipes technique et production
- Production, arrangements : Mike Moran
- Producteur délégué, conception, A&R : Jozua Knol
- Mastering : Tim Young
- Ingénierie : Tony Taverner
- Ingénierie (additionnels) : Adam Vanryne, Doug Durbrow, Paul Golding, Steve Price
- Ingénierie (assistants) : Giles Robinson, Niall Acott, Richard Woodcraft, Savvas Iossifidis
- Édition digitale : Adam Vanryne, Dominic Gibbs, Stuart White
- Direction artistique, design : Manuela Stadter
- Direction créative : Carlos Caballé
- Livret d'album : Graham Lack
- Photographie : Brian Aris